# La rosa di Cadice
La rosa di Cadice (Rogues and Romance) è un film muto del 1920 scritto, prodotto, interpretato e diretto da George B. Seitz.

## Trama
Sylvia, figlia di un ricco americano, è fidanzata con Reginald. Ma la ragazza, mentre si trova in viaggio in Spagna, viene corteggiata da Pedro Pezet, il capo un gruppo di rivoluzionari. La giovane perde completamente la testa per lui, dimenticandosi del fidanzato e suscitando la folle gelosia dell'amante di Pedro, Carmelita.
Quando, inaspettatamente, Reginald si presenta davanti a Sylvia, costei gli ridà il suo anello e gli volta le spalle. Ma la ragazza scopre ben presto che il suo corteggiatore spagnolo non vuole nient'altro che usarla come ostaggio per avere un ricco riscatto da suo padre. Carmelita aiuta Reginald a liberare la delusa prigioniera. E, alla fine, l'ardente Carmelita riavrà il suo Pedro.

## Produzione
Il film fu prodotto dalla George B. Seitz Productions. Venne girato in Spagna ad Algeciras e Cadice e in Portogallo, a Ponta Delgada nelle Azzorre.

## Distribuzione
Distribuito dalla Pathé Exchange, il film uscì nelle sale cinematografiche USA il 26 dicembre 1920, mentre in Italia venne distribuito nel 1922 dalla Zenith.

## Censura
La censura italiana ordinò la seguente modifica:
- Sopprimere subito dopo la caduta di Pedro, tutte le scene in cui si svolgono le scene rivoluzionarie e che cominciano con la didascalia: "Ah! Eri stanco di me? Non mi volevi più? ecc" fino all'altra: "Io non so dove vado, ma andrò ovunque purché vada via di qui", riattaccando la visione della pellicola alla scena in cui si vede l'automobile salire verso la montagna.[2]